# 星をつかみそこねる男
『星をつかみそこねる男』（ほしをつかみそこねるおとこ）は、水木しげるによる日本の漫画。

## 概要
新選組局長「近藤勇」の生涯を水木しげる独自の史眼で描いた伝記作品。
『月刊漫画ガロ』（青林堂）1970年10月号から1972年10月号まで連載され、ガロの編集長を務めていた南伸坊が担当をした。
1959年頃から調布に住み始めた水木しげるは、竜源寺にある近藤勇の墓を偶然見つけ、幕末当時の暮らしぶりなどを想像する様になり本作品の執筆に至る。しかし、連載中は青林堂の経営悪化が原因で原稿料が全く支払われず、連載終了後の単行本化でようやく収入を得る。なお、単行本は青林堂からではなく、虫プロ商事から1972年に刊行。その後は新人物往来社、講談社のKCデラックス（全2巻）などからも刊行され、現在はちくま文庫や水木しげる漫画大全集で読むことが出来る。

## あらすじ
浪人募集にだまされ京都へ来た近藤勇らは、いくつかの歴史の波に巻き込まれ気付いた時には佐幕側の有名人になっていた。しかし、時代の波は次第に新選組にとって悪い状況となってゆき、運命は星をつかみそこねる方向に進んでいた。

## 主な登場人物
近藤勇
本作品の主人公であり新選組局長。近藤周助の内弟子となり試衛館へ行く。この頃の近藤勇は「攘夷」と「どじょう料理」を間違えるほど時勢に疎く、山南敬助と知り合ってから日本外史や漢学を学ぶようになる。やがて、居候が増えた試衛館での生活が苦しくなり、清河八郎の浪士募集に応募し京へ出発する。
土方歳三
実家の「石田散薬」の行商がてら各地の道場で剣術修業を積むが力不足を痛感し、以前からの知人である近藤勇の仲立ちで試衛館へ入門。やがて、試衛館の仲間と共に京へ行き、新選組の副長として活躍する。
原田左之助
腹に切腹の傷跡が残っており「死損ね左之助」と渾名される。役人と揉めている所を、通りかかった近藤に諭された縁で試衛館へ入門。大めし食いで4人前平らげるのが常。近藤らと共に新選組の中心人物となる。
山南敬助
近藤、土方らが浦賀で黒船を見学中に知り合う。近藤を気に入った山南は試衛館に出入りし近藤の剣を学ぶようになる。やがて近藤らと新選組で活躍するが、考え方の違いから脱走を計るも失敗する。
沖田総司
夜半に咳込んで歩いているところを近藤に介抱され、そのまま試衛館に居候する。剣の腕が立ち、この頃から既に何人も人を斬ってきた太刀筋を持つ。近藤らと新選組で活躍し、後に山南の介錯を務める。
芹沢鴨
清河八郎の浪士募集に参加し近藤らと知り合う。新選組の局長となるが、度重なる横暴に辟易した近藤一派に暗殺される。
伊東甲子太郎
北辰一刀流の道場主。新選組内で存在感を増してゆき御陵衛士を結成するが、近藤一派により暗殺。伊東一派を誘き寄せるために伊東の遺体は路上に放置された。
近藤周助
天然理心流「試衛館」の道場主であり、近藤勇の養父。道場荒らしが現れると、他の道場から人手を借りて凌いでいた。
小六
試衛館時代から近藤らに仕えている下男。新選組結成後も京都まで来て隊員達の世話をし、池田屋事件の際には乞食の格好で密偵を務める。新選組に最後まで仕え、近藤が斬首された後は首捜しの旅に出る。

## 関連作品
新選組を題材にした水木しげるの漫画作品。
- 『沖田総司』（1978 - 1979年、週刊実話）
  - 『沖田総司　他　付四コマ漫画』（講談社〈水木しげる漫画大全集〉、2014年6月、ISBN 978-4-06-377525-9）

## 単行本
- 『劇画近藤勇　星をつかみそこねる男』（ちくま文庫、1989年7月、ISBN 4-480-02326-7）
- 『星をつかみそこねる男』（講談社〈水木しげる漫画大全集〉、2016年1月、ISBN 978-4-06-377556-3）